# پولار ایر کارگو
پولار ایر کارگو (به انگلیسی: Polar Air Cargo) یک شرکت هواپیمایی با کد یاتا PO است که در تاریخ ۱۹۹۳ میلادی تأسیس شده است. دفتر مرکزی پولار ایر کارگو در ایالات متحده آمریکا واقع شده‌است و قطب این شرکت هواپیمایی در فرودگاه بین‌المللی اینچن، فرودگاه بین‌المللی سینسیناتی/کنتاکی شمالی و فرودگاه بین‌المللی تد استیونز انکوریج قرار دارد و به موانزا، کلیمانجارو، امتوارا، نایروبی، ژوهانسبورگ، شهر دبی و فرودگاه گاتویک، پرواز مستقیم انجام می‌دهد.